# Муджешть
Муджешть, Муджешті (рум. Mugești) — село у повіті Алба в Румунії. Адміністративно підпорядковане місту Куджир.
Село розташоване на відстані 257 км на північний захід від Бухареста, 30 км на південь від Алба-Юлії, 107 км на південь від Клуж-Напоки.

## Населення
За даними перепису населення 2002 року у селі проживали 130 осіб, усі — румуни. Усі жителі села рідною мовою назвали румунську.